# Criminals Within
Criminals Within is een Amerikaanse oorlogsfilm uit 1941 onder regie van Joseph H. Lewis.

## Verhaal
Een geleerde heeft in opdracht van het leger een krachtige springstof ontwikkeld. Hij wordt vermoord in geheimzinnige omstandigheden, voordat hij de bijzonderheden van zijn ontdekking kan doorgeven aan de regering. Daarna worden de medewerkers van de wetenschapper een voor een vermoord. De inlichtingendienst buigt zich over de zaak.

## Rolverdeling
| Acteur          | Personage              |
| --------------- | ---------------------- |
| Eric Linden     | Korporaal Greg Carroll |
| Ben Alexander   | Sergeant Paul          |
| Donald Curtis   | Luitenant John Harmon  |
| Ann Doran       | Linda                  |
| Constance Worth | Alma Barton            |